# 第3回オールガールズクラシック
第3回オールガールズクラシックは、2025年4月25日～27日まで、岐阜競輪場にて行われたガールズケイリンのGI競走である。優勝賞金は900万円（副賞込み、本賞金は700万円）。

## レースプログラム
三日間とも、敗者戦も含めて全て後半6レースで行われた。前半6レースはアンダーカードとして、オールガールズクラシックとは別であっせんされたガールズケイリン（格付けはFII。2レースずつ3グループ）が行われた。
| 優秀 | 25（金）       | 26（土） | 27（日） |
| ---- | -------------- | -------- | -------- |
| 7R   | 予選           | 選抜     | 選抜     |
| 8R   | 予選           | 選抜     | 選抜     |
| 9R   | 予選           | 選抜     | 選抜     |
| 10R  | 予選           | 準決勝   | 特選     |
| 11R  | 予選           | 準決勝   | 特選     |
| 12R  | ティアラカップ | 準決勝   | 決勝     |

## 決勝戦

### 競走成績
- 4月27日（日）第12レース[3]
- 誘導員…山田祥明（岐阜）[4]

| 着 | 番 | 選手名   | 齢 | 府県   | 期別 | 班 | 着差    | 上り | 決ま り手 | S/J H/B | 個人 状況            |
| -- | -- | -------- | -- | ------ | ---- | -- | ------- | ---- | --------- | ------- | -------------------- |
| 1  | 4  | 佐藤水菜 | 26 | 神奈川 | 114  | L1 |         | 12.0 | 逃げ      | HB      | 重注（斜行）         |
| 2  | 1  | 児玉碧衣 | 29 | 福岡   | 108  | L1 | 1車身   | 12.0 | マーク    | J       |                      |
| 3  | 2  | 梅川風子 | 34 | 東京   | 112  | L1 | 3/4車身 | 12.2 |           |         |                      |
| 4  | 3  | 小林莉子 | 32 | 東京   | 102  | L1 | 1/2車輪 | 12.0 |           | S       |                      |
| 5  | 7  | 石井貴子 | 35 | 千葉   | 106  | L1 | 3/4車身 | 12.2 |           |         |                      |
| 6  | 6  | 柳原真緒 | 27 | 福井   | 114  | L1 | 3/4車輪 | 12.1 |           |         | 重注（内側差し込み） |
| 7  | 5  | 細田愛未 | 29 | 埼玉   | 108  | L1 | 2車身   | 12.1 |           |         |                      |

### 配当金額
|  | 【未発売】 |

| 1=4 | 140円 | (1) |
| 2=4 | 140円 | (2) |
| 1=2 | 190円 | (3) |

|  | 【未発売】 |

| 1=4 | 250円 | (1) |

| 1=2=4 | 270円 | (1) |

| 4-1 | 410円 | (1) |

| 4-1-2 | 940円 | (1) |

### レース概略
小林莉子がスタートを取り周回を進めたが、誘導退避となる残り1周半で佐藤水菜が先頭に立つ。最終バックで梅川風子に並ばれるものの凌ぎきり、佐藤がGI3回目の優勝。佐藤が先頭に立った際に番手のポジションに入った児玉碧衣が2着となった。

## 特記事項
- 岐阜でのGI開催は、前年の第39回読売新聞社杯全日本選抜競輪に続いて2年連続となった（なお、次回は松戸で開催される）。

- 開催前検日の24日には前夜祭が本場で行われた、すでに前検を済ませた選手も観覧し、餅まきイベントも行われた[7][8]。

- 初日の開会式での選手宣誓は、地元岐阜の宇野紅音が行った。

- ティアラカップの表彰式での花束贈呈は元選手の山口幸二が、クラシック決勝戦の表彰式での花束贈呈は地元FC岐阜の元選手の庄司悦大が務めた。

- 最終日の27日に行われたクラシック決勝戦特別選手紹介のインタビュアーは、俳優の手越祐也[注 1]が、優勝者インタビューは山口幸二が務めた。

- オールガールズクラシック単体の目標額は設定されなかったが、3日間の売上は前年を上回る26億1007万1900円だった。なお、各日ごとの売上額は、初日7億9274万6000円[9]、2日目7億8012万4300円[10]、最終日10億3720万1600円。また、決勝戦の売上は4億6448万0700円[11]だった。

- シリーズ全体の目標額は30億円[12]であったが、シリーズ3日間全体の総売上は前年比28％増の38億5815万6000円[13]で、目標額を大きく上回った。なお、各日ごとの入場者数・売上額は、初日入場2,142人・売上11億9273万6600円[14]、2日目入場3,042人・売上11億7369万6700円[15]、最終日入場4,670人・売上14億9172万2700円[16]。

### 放送関係
- BS放送では、BSテレ東にて最終日の20:00 - 20:55[注 2]に『ガールズケイリン・ナイト 第3回オールガールズクラシック（GI）決勝戦』にて決勝戦の生中継が放送された[17][18][注 3]。岐阜現地からのリポーターとBS用の優勝インタビュアーは嶺百花アナ、解説は前年に続き中野浩一、実況は3年連続で中川聡アナが担当。なお、テレ東関連が岐阜から中継したのは伏見俊昭が制覇した2001年の第44回オールスター競輪決勝戦以来23年7か月ぶり[注 4]。また、今回も地上波では結果も含めて放映されなかった。

- 決勝戦中継とは別に、テレ東《TXN系列 全6局ネット》にて19日の16:45 - 17:15に事前特番として「今日もどこかで誰かが戦っている！第5章」を放送した[注 5][19]。

### 競走データ
- 2月26日に、出場選手（正選手42名・補欠3名）が決定となった[20][21][22]。なお、初日の12Rに行われた特別選抜予選扱いであるティアラカップの想定番組については、開催4日前の4月21日に発表された[23][24]。

- パリ五輪優先で欠場した前年と異なり、今回はナショナルチームの選手も出場した。

- 3月25日に野口諭実可のドーピング違反[25]によるあっせん保留によるその他欠場が発表されたことにより、補欠順位1位の渡口まりあ[注 6]が繰り上げ出場となった。

- 選手入場曲は、前年同様にアンダーカードも含め全日全レースともに『FLY』（ALLY&DIAZ feat.MINMI&SATOSHI from 山嵐）。なお、ファンファーレも全レース通常のGI用が使われた（クラシック決勝戦のみGI決勝戦用）。また、クラシック決勝戦の選手入場時の選手名読み上げは津田三七子が担当。

- 準決勝戦3着3名のうち、決勝戦に勝ち上がったのは、初日ティアラカップ3着の石井貴子（106期）。また、今回がGI初優出となったのは、細田愛未。

- 前年大会の決勝戦にも出場していたのは、児玉碧衣と小林莉子と柳原真緒の3人。また、児玉は唯一3年連続での決勝戦進出となった。

- 番組は自動編成のため、最終日は第9レースで石井寛子・貴子（104期）[26]、第10レースで當銘直美・沙恵美[27]、それぞれによる姉妹対決が実現した[注 7]。

- アンダーカード3グループの優勝者は、（A／第4レース）村田奈穂、（B／第5レース）大浦彩瑛（完全優勝）、（C／第6レース）仲澤春香（完全優勝）。

- クラシック決勝戦は、前年に続き全通りで1番人気の決着となった。また、3連単940円は競輪のGI決勝戦としては歴代最低配当となった[注 8]。